# Замок Клеменсверт
За́мок Кле́менсверт (нім. Schloss Clemenswerth) — мисливський комплекс, збудований за ініціативи єпископа Клеменса Августуса у Нижній Саксонії.

## Історія заснування палацового комплексу Клеменсверт

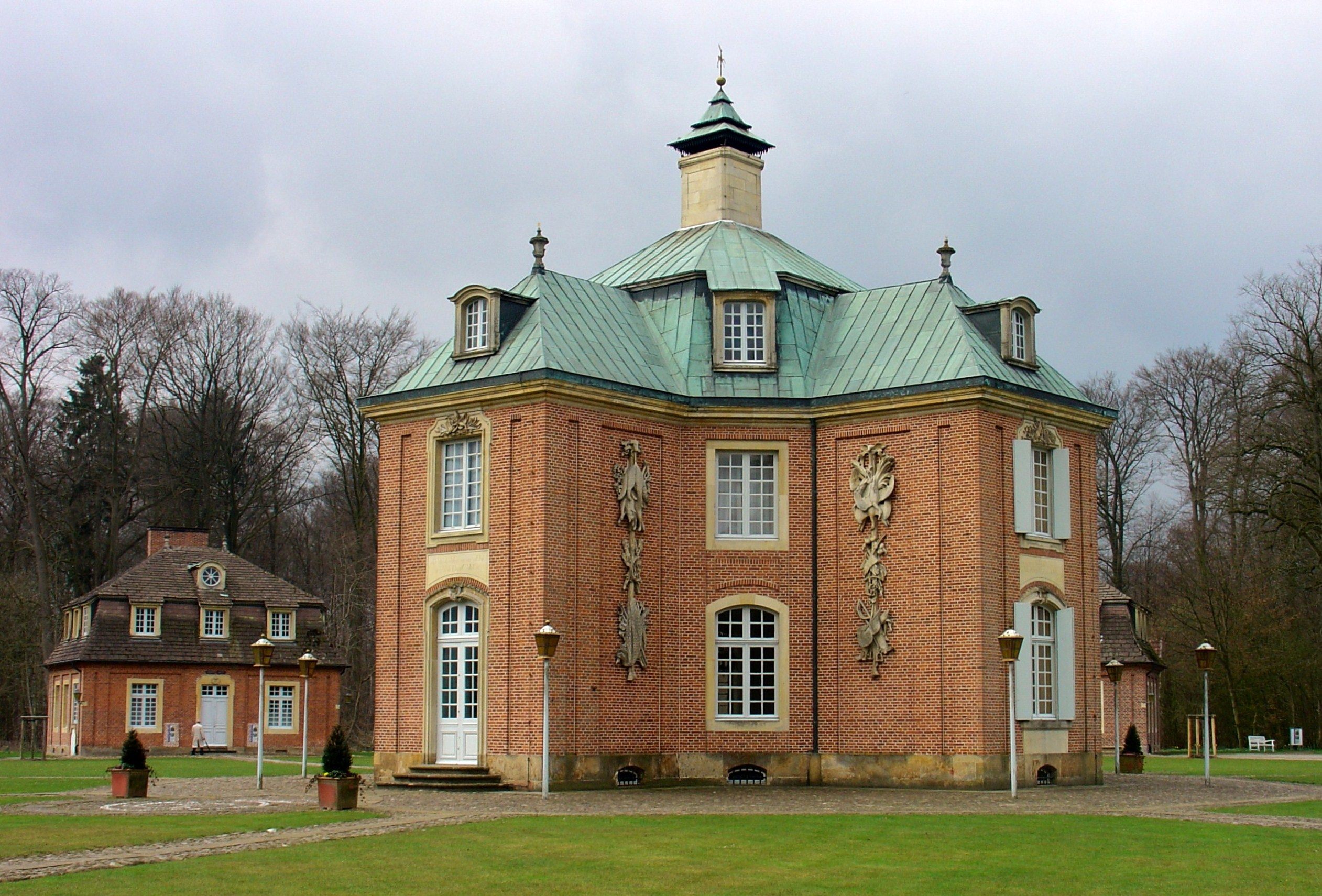
Замок Клеменсверт, вид із західного боку центральної будівлі на тлі павільйону Мюнстер

Замок Клеменсверт збудований за ініціативи єпископа Клеменса Августуса, за часів його політичної кризи. Бажаючи захиститися від ворожих нападів, в 1737–1747 роках відбувалося будівництво барокового мисливського палацу, під керівництвом вестфальського архітектора Йоганна Кондрада Шляуна, який належав до найвідоміших архітекторів німецького бароко. Місце знаходження споруди — територія сучасної Німеччини, недалеко від Емслянду у Зюгелі. Основне призначення замку — перебування там Клеменса під час полювання, та інших пов'язаних з цим розваг. Окремі павільйони, які розташовуються навколо головної споруди і у плані утворюють зірку, носять імена міст, де Клеменс був обраний єпископом: Кельн, Мюнстер, Падерборн, Гільдесгайм, Оснабрюк, та німецького ордена Міндесгайма.

## Архітектурний ансамбль Клеменсверт
Центральний павільйон

Центральний павільйон, серце палацового комплексу. Від нього розходяться дороги до всіх павільйонів. Окраса холу — подвійні сходи. Витвір мистецтва архітектора Шляуна.
Найпишнішим приміщенням є кругла зала. Французькі шовкові та фламандські гобелени, барокові меблі, картини і гравюри, майсенська порцеляна, та колекція скляних різьблених кубків доповнюють повну картину бароко того часу.

Каплиця і монастир капуцинів

В північній частині комплексу знаходиться каплиця в стилі баварського рококо, вона так називається через своє колористичне та формове вирішення. Споруда вражає своїми настінними розписами, великими фресками на стелі, вівтарем та королівською ложею, що є витвором просторового мистецтва архітектора Шляуна.
На кошти ордену капуцинів зведено це місце ще в 1741 році. Навіть сьогодні каплиця є духовним центром на території північного Емслянду. Позаду каплиці розташована багатоповерхова будівля монастиря, із примикаючим до неї монастирським садом.
1742 року Клеменс Августус передав капуцинам будівлю монастиря з прилеглими до нього садом та городом, для вирощування овочів та трав.

Глорієтта

В кінці монастирського саду розташований з 1745 року будиночок під назвою Глорієтта, який у плані має паралелограм. Споруда служила як ермітаж для Клеменса Августуса, для усамітнення, поклоніння та роздумів. Сонячний годинник перед Глорієттою у формі Христа, що несе хрест, підкреслює сакральність цього місця.

Павільйон Гільдесгайм

Мисливський гостьовий будинок, де зупинялися визначні діячі разом зі своїми сім'ями. Інтер'єр вишукано підкреслює призначення будівлі. Тут представлені різні види впольованого звіра, особлива увага приділялася полюванню на соколів, картини, що ілюструють способи його ловлі, та гравюри Йоганна Еліаса Рідінгера. Також тут ви можете побачити мисливські костюми 18 ст., рушниці та ножі.

Павільйон Падерборн

Позаду павільйону Падеборн прибудували видовжену будівлю — замкову кухню з 1739 року. Із трьох колишніх кухонних приміщень залишилося приміщення для приготування дичини, з його високими склепіннями, витяжки і стара плитка. На даний час тут знаходиться велика колекція страсбурзького фаянсу. А навпроти приміщення колишньої пекарні, знаходиться кімната, у якій для відвідувачів пропонується перегляд короткометражного фільму про замок Клеменсверт.

Павільйон Оснабрюк

З 1732 року Клеменс Августус протягом 30-ти років мав посаду магістра Тевтонського ордену. Колекції, що розташовуються в павільйоні Оснабрюк, представляють портретну галерею лицарів 18-19 ст., та великого магістра. В експозиції представлені картини, гравюри, монети та медалі, описи країн, атласи та порцеляну.

Павільйон Клеменс Августус

У павільйоні з 1972 року проходить виставка-форум. Представляється сучасне мистецтво і кераміка, експонується в 6-ти областях.

Павільйон Коеллєн

Під час нового порядку в Європі, який був запроваджений Наполеоном, з 1803 року павільйон носив назву герцога Аренберзького, оскільки в ті часи він був власником мисливського комплексу. На підземному поверсі, в одному з найкращих склепінчастих приміщень, з 1972 року представлена найповніша колекція сучасного мистецтва кераміки всесвітньо відомих керамістів. А на верхньому поверсі знаходиться музей педагогіки з двома креативними кімнатами.

## Садово-паркова архітектура ансамблю Клеменсверт
Східна частина палацового комплексу складається з трьох ставків, з'єднаних між собою каналами, та берегової ліній у бароковому стилі. У 1743-49 роках, ця водяна система служила для урочистої процесії на баржі, при виході на полювання на качок. На ставковому острівку розташовувалися качині будиночки. На території парку знаходиться меморіальний пам'ятник Клеменсу Августу з пісковика, а також бронзова фігура герцога Аренберга, в його ранні роки, з догом Міртоном, вестфальського скульптора Германа Хіддінга.

## Реконструкція «Кінських стаєнь» замку Клеменсверт
Кінські стайні розміщувалися в північній частині комплексу. В різні роки будова виконувала різні функції:
- З 1736 — кінські стайні для розміщення 100 коней;
- 1932–1935 — дім для добровільної «трудової повинності»;
- 1935–1940 — табір для польських військовополонених.
- З 1946 — отримано дозвіл на реконструкцію будови, під освітній центр

У зв'язку із наданням будівлі колишніх «Кінських стаєнь» різних функцій, змінювалися інтер'єр та екстер'єр споруди. Із отриманням дозволу на реконструкцію у 1946 році, було проведено перебудову під освітній комплекс. Проведено ремонт даху, із заміною покриття, із використанням сучасних будівельних матеріалів. Добудований триповерховий корпус із тильної сторони споруди.
Та не лише «Кінські стайні» отримали нове життя. Всі павільйони отримали нові функції. На даний час павільйони Гільдесгайм, Оснбрюк, Падеборн, Клеменс Августус, Коеллєн виконують ункцію експозиційних залів, де презентують виставки порцеляни, фаянсу, живопису, графіки та мисливських атрибутів, якими може похвалитися Вестфалія. Колись це все були мисливські та гостьові споруди.
Центральний павільйон, де колись проживав сам Клеменс Августус, тепер приймає відвідувачів, і слугує готелем та рестораном.
Загалом комплекс потребував лише реставраційних робіт та косметичного ремонту. Загалом він зберіг свій первинний вигляд, і недавно відсвяткував своє 280-річчя.

Ансамбль замку Клеменсверт є яскравим прикладом тому, що форма може залишається незмінною, навіть тоді коли функція набирає найрізноманітніших обрисів.

## Використана література та джерела
- Гаврилів К.-Т. М. — Реферат з дисципліни «Реставрація і реконструкція архітектурних об'єктів і комплексів», кафедра РАМС, НУЛП
- www.clemenswerth.de [Архівовано 15 лютого 2015 у Wayback Machine.] — офіційна сторінка
- Klaus Bußmann, Florian Matzner, Ulrich Schulze (Hrsg.): Johann Conrad Schlaun. 1695–1773. Architektur des Spätbarock in Europa. Oktagon, Stuttgart 1995, ISBN 3-927789-78-X
- Josef Bieker, Ulrike Romeis, Ulrich Wollheim: Westfälischer Barock. Auf Johann Conrad Schlauns Spuren. Ellert & Richter, Hamburg 1995, ISBN 3-89234-606-2
- Klaus Bußmann: Schlaun, Johann Conrad. In: Neue Deutsche Biographie (NDB). Band 23, Duncker & Humblot, Berlin 2007, ISBN 978-3-428-11204-3, S. 29 f.
- http://www.marstall-clemenswerth.de/geschichte.html [Архівовано 15 лютого 2015 у Wayback Machine.]
- http://www.niedersachsen-tourism.com/emsland [Архівовано 8 травня 2014 у Wayback Machine.]
- https://web.archive.org/web/20160305020302/http://arenbergfoundation.eu/de/history/castles/index.html